# Бев д’Эгремон
Бёв д'Эгремо́н (фр. Bueves d'Aigremont, варианты Bueve, Beuves, Beuve, Buef, Bués) — персонаж французского эпоса, герой одноимённой поэмы. Сын Доона де Майанс, отец Можиса и Вивьена.

## Поэма
Датируется XIII веком, написана двенадцатисложным рифмованным (частично ассонансированным) стихом; насчитывает около 1500 строк. В средневековых рукописях часто предшествует поэме «Четыре сына Эмона», служа ей как бы прологом. Издавалась частями, полное критическое издание отсутствует.

### Содержание
Из-за своего строптивого характера Бёв отказался явиться ко двору Карла Великого и убил посланных к нему гонцов императора (в том числе его сына Лойе). Карл начинает войну и осаждает Эгремон. На стороне Бёва выступают его братья Жирар Руссильонский и Доон де Нантейль. Они терпят поражение и вынуждены признать свою вину перед Карлом и присягнуть ему на верность. Однако вероломный император подстраивает убийство Бёва, которое совершают люди из клана Ганелона (племянника Бёва), устроив ему засаду в лесу Флоридон. Выбитому из седла Бёву отрубает голову его собственный брат Гриффон и отправляет Карлу, который рад подарку.
Бёв д'Эгремон упоминается и в других поэмах, но не является активным персонажем.